# Nerw guziczny
Nerw guziczny łac. nervus coccygeus) – w anatomii człowieka nerw czuciowy i ruchowy będący gałęzią długą splotu krzyżowego. Jego włókna pochodzą z gałęzi brzusznych nerwów rdzeniowych S5 i Co. Z gałęziami brzusznymi nerwów rdzeniowych S3 i S4 tworzy mały splot guziczny (plexus coccygeus). Odchodzą od niego nerwy odbytowo-guziczne(nervi anococcygei) i gałęzie mięśniowe (rami musculares).
Unerwia skórę okolicy guzicznej, mięsień guziczny i tylną część mięśnia dźwigacza odbytu.
Uszkodzenie tego nerwu powoduje zaburzenie czynności mięśnia dźwigacza odbytu, podrażnienie natomiast silny ból w okolicy kości guzicznej (coccygodynia).